# Lypesthes
Lypesthes is een geslacht van kevers uit de familie bladkevers (Chrysomelidae).
De wetenschappelijke naam van het geslacht werd in 1863 gepubliceerd door Joseph Sugar Baly.

## Soorten
- Lypesthes carinatus Eroshkina, 1992
- Lypesthes irregularis Eroshkina, 1992
- Lypesthes mausonica Eroshkina, 1992
- Lypesthes regalis Medvedev & Zoia, 1996
- Lypesthes striatus Eroshkina, 1992
- Lypesthes vietnamicus Eroshkina, 1992
- Lypesthes vittatus Zhou & Tan, 1997